# Єлизаветинка (Калузька область)
Єлизаветинка (рос. Елизаветинка) — присілок в Перемишльському районі Калузької області Російської Федерації.
Населення становить 1 особу. Входить до складу муніципального утворення Присілок Великі Козли.

## Історія
Від 2004 року входить до складу муніципального утворення Присілок Великі Козли

## Населення
| 2002 | 2010 |
| ---- | ---- |
| 3    | ↘1   |